# Convorbiri Literare

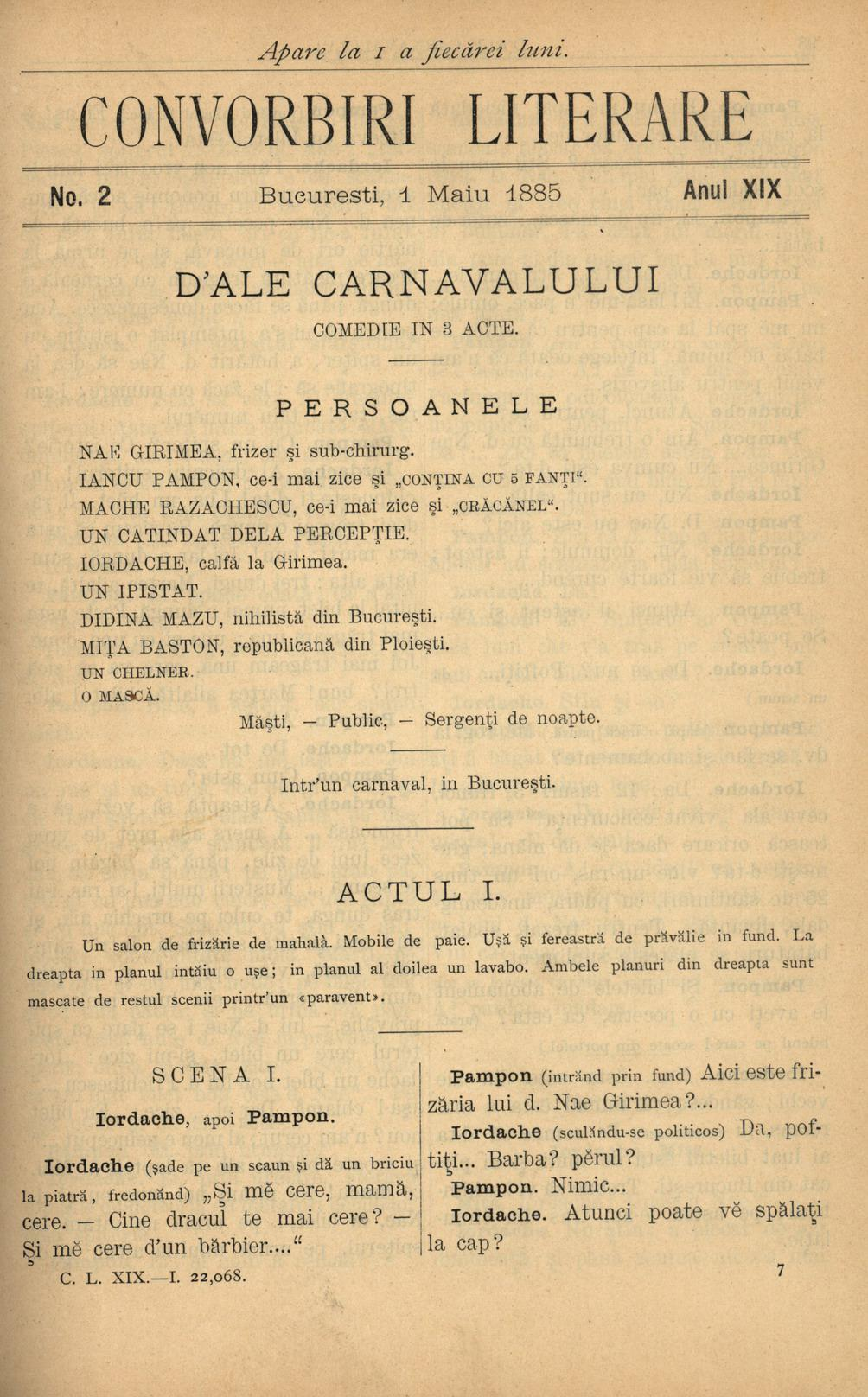
Copertina del n.2 della rivista, datato 1 maggio 1885, con la prima edizione stampata di D-ale carnavalului di Ion Luca Caragiale

Convorbiri Literare (in italiano Conversazioni Letterarie) è una rivista letteraria rumena pubblicata in Romania, tra le più importanti riviste del paese nel XIX secolo

## Storia
Convorbiri Literare fu fondata da Titu Maiorescu nel 1867. La rivista era l'organo del gruppo Junimea, una società letteraria fondata nel 1864, un gruppo che, tranne Titu Maiorescu, comprendeva aristocratici moldavi. La rivista ebbe la sua prima sede a Iaşi, sede che successivamente fu trasferita a Bucarest.
Convorbiri Literare è pubblicata mensilmente dalla casa editrice Convorbiri Literare. La rivista pubblicava recensioni d'arte e traduzioni di opere letterarie e dal 1906 iniziò a pubblicare anche articoli sulle arti plastiche. I suoi editori comprendevano tra gli altri Alexandru Tzigara-Samurcaş e Apcar Baltazar. Gli altri contributori significativi furono Mihai Eminescu, Ion Creangă e Ion Luca Caragiale.
Convorbiri Literare ha una posizione conservatrice e il suo rivale letterario durante il regime comunista in Romania fu il socialista Contemporanul.